# Король Абдалла II (стадион)
«Король Абдалла II» (араб. ملعب الملك عبد الله الثاني‎) — мультиспортивный стадион в Аммане, Иордания.  Название стадиона было дано в честь короля Иордании Абдалла II ибн Хусейна. Открыт в 1998 году, в 2007 году на стадион проходила реконструкция. Домашняя арена футбольного клуба «Аль-Вихдат». Вмещает 18 тысяч человек. В 2000 и 2010 году данный стадион принял матчи Чемпионата Федерации футбола Западной Азии.